# Campeonato Mundial de Natação em Piscina Curta de 2010 - Revezamento 4x200 m livre masculino
A prova dos 4x200 metros livre masculino do Campeonato Mundial de Natação em Piscina Curta de 2010 foi disputado em  16 de dezembro em Dubai nos Emirados Árabes Unidos.

## Recordes
Antes desta competição, os recordes mundiais e do campeonato nesta prova eram os seguintes:
|    | Tempo (minuto) | Nacionalidade | Nome                                                                                                | Local      | Data                |
| -- | -------------- | ------------- | --------------------------------------------------------------------------------------------------- | ---------- | ------------------- |
| WR | 6:51.05        | Canadá        | Colin Russell (1:43.60) Stefan Hirniak (1:43.41) Brent Hayden (1:41.49) Joel Greenshields (1:42.55) | Leeds      | 7 de agosto de 2009 |
| CR | 6:55.65        | Austrália     | Kirk Palmer (1:44.23) Grant Brits (1:44.89) Nicholas Sprenger (1:43.11) Kenrick Monk (1:43.42)      | Manchester | 10 de abril de 2008 |

## Medalhistas
| Ouro                                                                               | Prata                                                                               | Bronze                                                                   |
| Rússia · Nikita Lobintsev · Danila Izotov · Yevgeny Lagunov · Alexander Sukhorukov | Estados Unidos · Peter Vanderkaay · Ryan Lochte · Garrett Weber-Gale · Ricky Berens | França · Yannick Agnel · Fabien Gilot · Clément Lefert · Jérémy Stravius |

### Eliminatórias
As eliminatórias ocorreram dia 16 de dezembro. Oito nações num total de 16 se classificaram  para a final. 
| Colocação | Bateria | Raia | Nacionalidade          | Nome | Tempo   | Notas |
| --------- | ------- | ---- | ---------------------- | --- | ------- | ----- |
| 1         | 2       | 4    | Estados Unidos         | David Walters (1:44.70) Garrett Weber-Gale (1:43.38) Charlie Houchin (1:44.28) Ricky Berens (1:44.17)           | 6:56.53 | Q     |
| 2         | 2       | 5    | Rússia                 | Alexander Sukhorukov (1:45.18) Evgeny Lagunov (1:43.35) Mikhail Polishchuk (1:44.99) Danila Izotov (1:43.96)    | 6:57.48 | Q     |
| 3         | 2       | 8    | Alemanha               | Paul Biedermann (1:43.60) Stefan Herbst (1:43.50) Benjamin Starke (1:44.70) Markus Deibler (1:46.03)            | 6:59.83 | Q     |
| 4         | 1       | 1    | França                 | Clément Lefert (1:44.69) Fabien Gilot (1:45.75) Antton Haramboure (1:47.43) Yannick Agnel (1:42.71)             | 7:00.58 | Q     |
| 5         | 1       | 4    | Austrália              | Tommaso D'Orsogna (1:44.80) Patrick Murphy (1:43.71) Mitchell Dixon (1:45.77) Kyle Richardson (1:48.03)         | 7:02.31 | Q     |
| 6         | 1       | 7    | China                  | Jiang Haiqi (1:44.14) Dai Jun (1:46.53) Zhang Zhongchao (1:45.77) Jiang Yuhui (1:46.86)                         | 7:03.30 | Q     |
| 7         | 2       | 1    | Chéquia                | Květoslav Svoboda (1:47.32) Michal Rubacek (1:45.64) Martin Verner (1:46.80) Jan Sefl (1:45.39)                 | 7:05.15 | Q     |
| 8         | 1       | 3    | Brasil                 | Rodrigo Castro (1:45.72) Nicolas Oliveira (1:47.13) Lucas Kanieski (1:48.32) Fernando Santos (1:45.03)          | 7:06.20 | Q     |
| 9         | 2       | 6    | Venezuela              | Cristian Quintero (1:45.33) Daniele Tirabassi (1:46.18) Roberto Gómez (1:48.20) Alejandro Gómez (1:48.72)       | 7:08.43 |       |
| 10        | 1       | 5    | Suécia                 | David Ernstsson (1:48.64) Robin Andréasson (1:48.41) Simon Sjoedin (1:46.84) Mattias Carlsson (1:45.89)         | 7:09.78 |       |
| 11        | 2       | 3    | Bélgica                | Pholien Systermans (1:47.80) Yoris Grandjean (1:47.93) Mathieu Fonteyn (1:49.06) Pierre-Yves Romanini (1:48.06) | 7:12.85 |       |
| 12        | 1       | 6    | Taipé Chinesa          | Hsu Chi-Chieh (1:49.49) Yuan Ping (1:49.96) Lin Yu-An (1:55.64) Lin Shih-Chieh (1:53.95)                        | 7:29.04 |       |
| 13        | 2       | 2    | Kuwait                 | Yousef Alaskari (1:54.77) Abdullah Altuwaini (1:50.73) Mohammed Madouh (1:55.98) Saoud Altayar (1:56.18)        | 7:37.66 |       |
| 14        | 1       | 8    | Malta                  | Neil Agius (1:58.03) Edward Caruana Dingli (1:55.25) Andrea Agius (1:57.92) Mark Sammut (1:57.43)               | 7:48.63 |       |
| 15        | 2       | 7    | Macau                  | Tong Antonio (1:56.20) Chou Kit (2:03.30) Lao Kuan Fong (1:59.72) Ngou Pok Man (1:58.68)                        | 7:57.90 |       |
| 16        | 1       | 2    | Emirados Árabes Unidos | Obaid Aljasmi (1:57.74) Mubarak Al Besher (2:01.00) Kaabi Ali Ai (2:00.70) Faisal Al Jasmi (2:03.58)            | 8:03.02 |       |

### Final
A final teve sua disputa realizada em 16 de dezembro.
| Colocação         | Raia | Nacionalidade  | Nome | Tempo   | Notas |
| ----------------- | ---- | -------------- | --- | ------- | ----- |
| Medalha de ouro   | 5    | Rússia         | Nikita Lobintsev (1:42.10) Danila Izotov (1:42.15) Evgeny Lagunov (1:42.32) Alexander Sukhorukov (1:42.47) | 6:49.04 | WR    |
| Medalha de prata  | 4    | Estados Unidos | Peter Vanderkaay (1:43.83) Ryan Lochte (1:40.48) Garrett Weber-Gale (1:42.89) Ricky Berens (1:42.38)       | 6:49.58 |       |
| Medalha de bronze | 6    | França         | Yannick Agnel (1:41.95) Fabien Gilot (1:42.55) Clément Lefert (1:45.01) Jérémy Stravius (1:43.54)          | 6:53.05 |       |
| 4                 | 3    | Alemanha       | Paul Biedermann (1:42.33) Markus Deibler (1:44.08) Stefan Herbst (1:43.70) Benjamin Starke (1:44.01)       | 6:54.12 |       |
| 5                 | 2    | Austrália      | Tommaso D'Orsogna (1:43.88) Patrick Murphy (1:43.71) Mitchell Dixon (1:45.02) Kyle Richardson (1:44.80)    | 6:57.41 |       |
| 6                 | 7    | China          | Jiang Haiqi (1:44.54) Zhang Zhongchao (1:44.33) Jiang Yuhui (1:46.29) Dai Jun (1:46.98)                    | 7:02.14 |       |
| 7                 | 1    | Chéquia        | Jan Sefl (1:45.22) Michal Rubacek (1:46.12) Martin Verner (1:46.52) Kvetoslav Svoboda (1:46.56)            | 7:04.42 |       |
| 8                 | 8    | Brasil         | Rodrigo Castro (1:46.87) Fernando Santos (1:44.70) Nicolas Oliveira (1:46.70) Lucas Kanieski (1:47.92)     | 7:06.19 |       |

Legenda
| Recorde mundial       | Recorde mundial (World record)               |                       | Recorde africano                      | Recorde africano (African) |                                           | Q | Classificado por posição (Qualified) |
| Recorde do campeonato | Recorde do campeonato (Championship record)  | Recorde da América    | Recorde da América (Americas)         | q                          | Classificado por melhor tempo (Qualified) |   |                                      |
| Melhor marca do ano   | Melhor marca do ano (World leading)          | Recorde asiático      | Recorde asiático (Asian)              | DNS                        | Não largou (Did not start)                |   |                                      |
| Recorde nacional      | Recorde nacional (National record)           | Recorde europeu       | Recorde europeu (European)            | DNF                        | Não terminou (Did not finish)             |   |                                      |
| Recorde pessoal       | Recorde pessoal do atleta (Personal best)    | Recorde da Oceania    | Recorde da Oceania (Oceania)          | DSQ / DQ                   | Desclassificado (Disqualified)            |   |                                      |
| Recorde da temporada  | Recorde da temporada do atleta (Season best) | Recorde sul-americano | Recorde sul-americano (South America) | NM                         | Sem marca (No mark)                       |   |                                      |